# یواس‌اس جنوایو (اس‌پی-۴۵۹)
یواس‌اس جنوایو (اس‌پی-۴۵۹) (به انگلیسی: USS Genevieve (SP-459)) یک کشتی بود که طول آن ۸۲ فوت (۲۵ متر) بود. این کشتی در سال ۱۸۹۵ ساخته شد.